# Landsberg (Sassonia-Anhalt)
Landsberg è una città tedesca situata nel land della Sassonia-Anhalt.

## Località incorporate
Nel dopoguerra Landsberg ha incorporato numerose località.
Orte, Gollma, Gütz e Reinsdorf vennero incorporate il 1º luglio 1950. Queis, Sietzsch e Spickendorf appartengono alla città di Landsberg dalla data del 1º gennaio 2005. Reußen vi si aggiunse il 17 febbraio 2005. Niemberg, Oppin e Schwerz  furono incorporate il 1º gennaio 2010. Braschwitz appartiene a Landsberg dal 20 aprile 2010. Con il 1º settembre 2010 lo fu anche Hohenthurm.